# Savez za bolju budućnost Bosne i Hercegovine
Savez za bolju budućnost Bosne i Hercegovine je politička stranka desnog centra u Bosni i Hercegovini koja okuplja Bošnjake. Predsjednik Saveza je Fahrudin Radončić, utemeljitelj Dnevnoga avaza i bivši ministar sigurnosti Bosne i Hercegovine.

## Program
Ciljevi Saveza utvrđeni su Programom, a obuhvataju posebno: 
Očuvanje teritorijalnog integriteta i jačanje državnog suvereniteta i nezavisnosti BiH, kao nedjeljive države u kojoj su narodi BiH – Bošnjaci, Srbi i Hrvati – ravnopravni i konstitutivni na cijeloj teritoriji države.
Zalaganje za punopravno uključivanje BiH u EU i NATO, te druge europske i međunarodne organizacije i za prestanak izolacije bh. građana 
Zalaganje za izgradnju BiH kao demokratske i pravne države ravnopravnih građana uz uvažavanje i primjenu temeljnih prava i sloboda građanina, u skladu s međunarodnim konvencijama
Osiguranje punih vjerskih sloboda i prava vjerskih zajednica 
Afirmaciju bosanskohercegovačkog identiteta svih građana BiH
Razvijanje prosperitetne tržišne ekonomije na jedinstvenom ekonomskom prostoru BiH
Zaštitu energetskih i drugih resursa BiH
Borbu protiv diskriminacije na nacionalnoj, vjerskoj, socijalnoj, spolnoj i drugoj osnovi 
Obrazovanje mladih u skladu s europskim standardima i suvremenim potrebama društva
Unapređivanje socijalne sigurnosti svih građana, naročito ugroženih kategorija
Uspostavljanje odgovarajuće zdravstvene zaštite
Poboljšanje penzijske, invalidske i radnopravne zaštite 
Očuvanje kulturnog identiteta i kulturne i prirodne baštine BiH 
Zalaganje za prava Bošnjaka u zemljama regiona  
Razvijanje suradnje i jačanje veza s bh. dijasporom 
Izgradnju međusobno uvažavajućih odnosa s drugim demokratskim državama i međunarodnim organizacijama, prema principima međunarodnog prava i Povelji UN-a 
Stvaranje društva u kojem će mlade generacije preuzeti odgovornost za sudbinu BiH

## Uspjesi na izborima

### Bošnjački član Predsjedništva BiH
|  |  |

|  |  |

### Zastupnički dom PS BiH
| Izborna jedinica 1 FBiH | 0 / 3  | 0 / 3  |
| Izborna jedinica 2 FBiH | 0 / 3  | 0 / 3  |
| Izborna jedinica 3 FBiH | 1 / 4  | 1 / 4  |
| Izborna jedinica 4 FBiH | 1 / 6  | 1 / 6  |
| Izborna jedinica 5 FBiH | 1 / 5  | 1 / 5  |
| Izborna jedinica 1 RS   | 0 / 3  | 0 / 3  |
| Izborna jedinica 2 RS   | 0 / 3  | 0 / 3  |
| Izborna jedinica 3 RS   | 0 / 3  | 0 / 3  |
| kompenzacijski mandati  | 1 / 12 | 1 / 12 |
| ukupno                  | 4 / 42 | 4 / 42 |

### Zastupnički dom PFBiH
| Izborna jedinica 1     | 1 / 9   | 1 / 9   |
| Izborna jedinica 2     | 1 / 5   | 1 / 5   |
| Izborna jedinica 3     | 1 / 7   | 2 / 7   |
| Izborna jedinica 4     | 0 / 4   | 1 / 4   |
| Izborna jedinica 5     | 1 / 8   | 2 / 8   |
| Izborna jedinica 6     | 1 / 4   | 1 / 4   |
| Izborna jedinica 7     | 2 / 6   | 1 / 6   |
| Izborna jedinica 8     | 1 / 9   | 1 / 9   |
| Izborna jedinica 9     | 1 / 8   | 1 / 8   |
| Izborna jedinica 10    | 0 / 3   | 0 / 3   |
| Izborna jedinica 11    | 2 / 7   | 2 / 7   |
| Izborna jedinica 12    | 0 / 3   | 0 / 3   |
| kompenzacijski mandati | 2 / 25  | 3 / 25  |
| ukupno                 | 13 / 98 | 16 / 98 |

### Županijske skupštine
| Unsko-sanska             | 2 / 25   | 3 / 25   |
| Posavska                 | 1 / 21   | 1 / 21   |
| Tuzlanska                | 4 / 35   | 5 / 35   |
| Zeničko-dobojska         | 5 / 35   | 8 / 35   |
| Bosansko-podrinjska      | 3 / 25   | 5 / 25   |
| Srednjobosanska          | 4 / 30   | 4 / 30   |
| Hercegovačko-neretvanska | 3 / 28   | 3 / 28   |
| Zapadnohercegovačka      | 0 / 23   | 0 / 23   |
| Sarajevska               | 7 / 35   | 7 / 35   |
| Hercegbosanska           | 0 / 25   | 0 / 25   |
| ukupno                   | 29 / 282 | 36 / 282 |